# 세인트킬다 군도

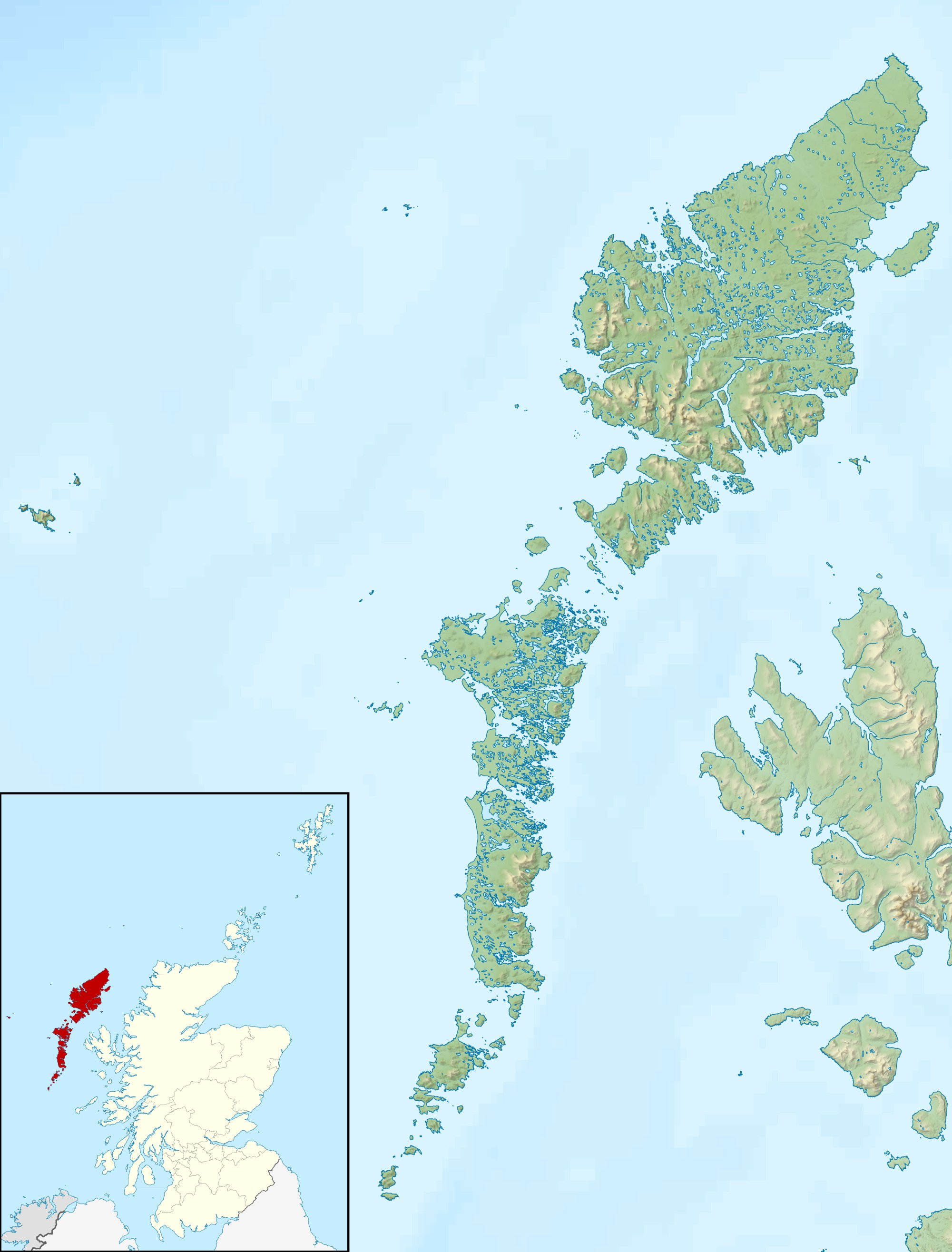
세인트 킬다 군도는 가장 좌측에 있다.

세인트 킬다 군도(St Kilda, 스코틀랜드 게일어: Hiort)는 영국 본토에서 분리되어 있는 군도이다. 북대서양의 노스 유이스트 섬에서 서북서쪽으로 64km 떨어져 있으며, 스코틀랜드, 아우터헤브리디스의 최서단에 위치한 섬이다.
세인트 킬다 군도에는 2000년 전부터 사람이 살아온 것으로 보이나, 인구가 180명을 초과한 적은 없었을 것으로 추측된다. 실제로, 1851년 이후 100명을 밑돌고 있다. 1930년, 유일하게 사람이 거주하는 힐타 섬에서 전체 인구가 대피하였다. 여름 몇 개월 동안 보존 작업자나 자원봉사자, 과학자들이 세인트 킬다를 찾지만 한 해 동안 섬에 머무르는 것은 방위를 담당하는 사람들 뿐이다.
세인트 킬다라는 명칭의 기원은 추측이다. 섬의 문화유산은 선사시대부터 여러 가지 독특한 건축의 구조들이 포함되어 있다. 그러나 섬에서의 생활을 기록한 가장 오래된 기록은 중세 후기 이후의 것이다. 힐타에 있던 중세시대의 마을은 19세기에 재건된 것인데, 관광을 통해 외부와의 접촉 기회가 늘어나면서 질병이 유행하였고, 제1차 세계 대전이 발발하여 1930년 섬의 피난을 일으키게 되었다.